# Ancient Rites
Ancient Rites (v překladu z angličtiny pradávné obřady) je belgická metalová kapela z Diestu v provincii Vlámský Brabant, jedna z prvních belgických blackmetalových kapel a společně s Enthroned nejznámější. Zformovala se v roce 1988 a původně hrála black metal, později do své tvorby přidala prvky folk metalu a viking metalu.
Mezi zakládající členy patřili Gunther Theys (baskytara, vokály), Philip a Johan (kytary) a Stefan (bicí). 
Mezi stěžejní témata skupiny patří pohanství.
V roce 1990 vyšlo první demo Dark Ritual a v roce 1994 debutové studiové album s názvem The Diabolic Serenades.

## Diskografie
Dema
- Dark Ritual (1990)[1]
- Promo 1992 (1992)
- Promo'94 (1994)

Studiová alba
- The Diabolic Serenades (1994)
- Blasfemia Eternal (1996)[2]
- Fatherland (1998)
- Dim Carcosa (2001)
- Rvbicon (2006)
- Laguz (2015)

EP
- Evil Prevails... (1992)

Kompilační alba
- The First Decade 1989–1999 (1999)

Live alba
- And the Hordes Stood as One (2003) – zároveň i video

Split nahrávky
- Longing for the Ancient Kingdom II / Counterparts (1993) – split 7" vinyl s belgickou kapelou Renaissance
- Uncanny / Ancient Rites (1993) – split 12" vinyl se švédskou kapelou Uncanny
- Thou Art Lord / Ancient Rites (1993) – split 7" vinyl s řeckou kapelou Thou Art Lord
- Scared by Darkwinds / Longing for the Ancient Kingdom II (1994) – split 7" vinyl s belgickou kapelou Enthroned